# میدوی، شهرستان هیندز، میسیسیپی
میدوی (به انگلیسی: Midway) یک منطقهٔ مسکونی در ایالات متحده آمریکا است که در شهرستان هیندز، میسیسیپی واقع شده‌است. میدوی ۱۲۱٫۹۲ متر بالاتر از سطح دریا واقع شده‌است.